# 金特·布伦内克
金特·布伦内克（德語：Günther Brennecke，1927年1月13日—），德国男子曲棍球运动员。他曾代表德国、德国联队参加1952年和1956年夏季奥林匹克运动会曲棍球比赛，获得一枚铜牌。